# XL-Byg
XL-BYG A.M.B.A. er en dansk byggemarkedskæde.
I Danmark har kæden 79 forretninger, der omsætter for ca. 9,5 mia. kr. årligt. XL-BYG er en frivillig kæde, hvor de enkelte forretninger er selvstændigt ejede virksomheder. XL-BYG driver udover de fysiske XL-BYG forretninger en velassorteret webshop til de private kunder.

## Skandinavisk samarbejde
XL-BYG udspringer af indkøbssamarbejdet Ditas a.m.b.a., som også stod bag de tidligere kæder Råd & Dåd samt Handy. Butikkerne består dels af en byggemarkedsafdeling, dels af en professionel afdeling, der henvender sig til håndværkere.
Kæden blev i løbet af foråret 2009 udvidet med 55 butikker i Norge, idet Byggkjøp-butikkerne skiftede navn. Senere kom svenske Byggtryggs 91 butikker også med i samarbejdet. I 2025 blev byggevarekæden Johannes Fog inkluderet.